# Ermita de Sant Pau (Sant Pol de Mar)
L'Ermita de Sant Pau, també coneguda com a ermita de Sant Pol o església de Sant Pol, és un antic monestir i església fortificada de Sant Pol de Mar (Maresme), declarada bé cultural d'interès nacional.

## Descripció
L'actual ermita formava part d'un monestir. Està situada sobre un monticle enfront de la mar prop del quilòmetre 664,2 de la carretera N-II.
En l'actualitat se celebra culte de manera ocasiona.
Construcció d'una sola nau, amb coberta de volta de canó lleugerament apuntada i amb dos arcs formers. L'absis té forma semicircular i conté al seu interior tres nínxols d'arc de mig punt amb una finestra. En època moderna, es va allargar la nau pels peus de l'església, afegint-hi una torre de planta quadrada i rematada per dues espadanyes, una al cantó de migjorn i l'altra al de ponent. L'any 1434, es va sobrealçar l'absis per a fortificar-lo. Actualment, encara es poden observar rastres d'aquesta reforma a la part exterior, on un fris d'arquets cecs indica quina era l'alçària original de l'absis. Les façanes sud i oest estan arrebossades i pintades, mentre que la resta de l'edifici és de pedra vista.
Sota l'església hi ha una cripta de planta rectangular i coberta amb volta de canó. Es creu que aquesta cambra podria ser anterior a l'edifici actual i dataria dels segles V-VII.

## Història
El monestir, fundat per monjos coptes, ja existia l'any 955, s'han trobat documents d'enguany i del 968 en els quals l'abat Sunyer obté un privilegi imperial del rei Lotari per a governar aquest cenobi juntament amb el de Sant Feliu de Guíxols. Quan va morir Sunyer, el monestir de Sant Pol va recuperar la seva independència. Per a llavors ja havia rebut importants donacions dels comtes de Barcelona, interessats en la repoblació de la zona
Els atacs pirates al començament del segle xi van provocar que la comunitat entrés en una fase de crisi, la qual cosa es va veure agreujat pel fet de no tenir abat per un prolongat espai de temps.
El 1048 Ermassenda el va cedir a Víctor de Marsella i en 1053 consta documentalment la seva situació de misèria. El 1061, a conseqüència dels freqüents atacs de pirates, va ser abandonat i va quedar en estat ruïnós. L'any 1068, Ramon Berenguer I el va cedir als monjos de Sant Honorat de Lerins que van establir-hi una comunitat durant dos segles. els monjos de Lérins van ser els qui, a la fi del segle XI, van construir l'edifici romànic de Sant Pol
El 1263, per mediació del Vaticà, el van vendre a Guillem de Montgrí i el van abandonar. Guillem, al que al seu torn, el va cedir a la cartoixa d'Escaladei, augmentant considerablement el patrimoni d'aquesta comunitat. Els cartoixant eren l'únic orde que permetia l'autonomia del priorat respecte al monestir, cosa que interessava a la Inquisició per la seva actuació a la Vallalta. Llavors es van establir en els seus dominis diversos "pous de llances" que van ser utilitzats per executar els heretges que eren interrogats en el condomini de Sant Cebrià. El monestir, regit directament pel Vaticà que en nomenava els priors, va rebre diverses indulgències i privilegis d'aquest.
Les freqüents topades amb els vescomtes de Cabrera i la impossibilitat de trobar en aquest lloc la pau i la tranquil·litat que cercaven els cartoixans, van fer que el papa Benet XIII autoritzés el 1415 la fusió de la comunitat de Sant Pol amb el monestir cartoixà de Montalegre (Tiana). A partir de llavors, la vida al monestir va anar decaient i el 1434 fou venut pels cartoixans a Miquel Teulada, integrant-se en la jurisdicció del vescompte de Cabrera, que el va utilitzar com a fortificació.  El bisbat de Girona va quedar com a propietari de l'església Durant la guerra civil Catalana del segle XV l'edifici va dependre de Bertran d’ Armendáriz, senyor dels castells de Palafolls i Montpalau. Aquest va donar suport a la Generalitat i el va convertir en "força" durant la primera Guerra de Remences convertint-lo en un castell improvisat dotat de bombredes per controlar la costa a la carretera de Barcelona.
El 1714 , a la guerra de Succeció, oferí resistència a les tropes de Felip V i va patir encara més destrosses  durant la guerra del Francès, ja començament s del s. XIX. Durant els segles xix i xx el conjunt es transformà bàsicament, en l'actual ermita de Sant Pau encara que conservà elements de defensa com espitlleres i participà en els aldarulls carlins.
Posteriorment el monestir va ser enderrocat i les terres van ser venudes a gent dels pobles dels voltants L'entorn de l'església que havia ocupat el monestir, es va anar urbanitzant i quan es va edificar la nova església parroquial, la de Sant Pol va passar a ser una capella.